# La Corne de chèvre
Pour plus de détails, voir Fiche technique et Distribution.
La Corne de chèvre (Козият рог, Kozijat rog) est un film bulgare réalisé par Metodi Andonov, sorti en 1972.

## Synopsis
Au XVIIe siècle, alors que la Bulgarie fait partie de l'Empire ottoman, quatre hommes rentrent dans la maison du berger Karaivan et violent et tuent sa femme devant leur fille. Le berge veut se venger. 

## Fiche technique
- Titre : La Corne de chèvre
- Titre original : Козият рог (Kozijat rog)
- Réalisation : Metodi Andonov
- Scénario : Nikolai Haitov
- Musique : Mariya Neykova et Simeon Pironkov
- Photographie : Dimo Kolarov
- Montage : Evgeniya Radeva
- Société de production : Boyana Film et Sofia Film Studios
- Pays :  Bulgarie
- Genre : Drame
- Durée : 105 minutes
- Dates de sortie : 
  -  Bulgarie : 14 février 1972

## Distribution
- Anton Gorchev : Karaivan
- Katya Paskaleva : Maria
- Milen Penev : Ovcharyat
- Todor Kolev : Deli
- Kliment Denchev : Turchin
- Stefan Mavrodiyev : Mustafa
- Marin Yanev : Nasilnik

## Distinctions
Le film a reçu le prix spécial du jury au festival international du film de Karlovy Vary.